# Novo Brdo (Kravarsko)
 Novo Brdo  falu Horvátországban Zágráb megyében. Közigazgatásilag Kravarskóhoz tartozik.

## Fekvése
Zágráb központjától 25 km-re délre, községközpontjától 2 km-re nyugatra a Vukomerići dombok között fekszik.

## Története
A falunak 1857-ben 191, 1910-ben 194 lakosa volt. Trianon előtt Zágráb vármegye Nagygoricai járásához tartozott. 2001-ben a falunak 98 lakosa volt.

## Lakosság
| Lakosság változása | Lakosság változása | Lakosság változása | Lakosság változása | Lakosság változása | Lakosság változása | Lakosság változása | Lakosság változása | Lakosság változása | Lakosság változása | Lakosság változása | Lakosság változása | Lakosság változása | Lakosság változása | Lakosság változása |
| ------------------ | ------------------ | ------------------ | ------------------ | ------------------ | ------------------ | ------------------ | ------------------ | ------------------ | ------------------ | ------------------ | ------------------ | ------------------ | ------------------ | ------------------ |
| 1857               | 1869               | 1880               | 1890               | 1900               | 1910               | 1921               | 1931               | 1948               | 1953               | 1961               | 1971               | 1981               | 1991               | 2001               |
| 191                | 190                | 187                | 220                | 234                | 194                | 173                | 211                | 173                | 172                | 169                | 141                | 136                | 115                | 98                 |

## Külső hivatkozások
Kravarsko község hivatalos oldala